# Попов, Алексей Владиславович
Алексе́й Владисла́вович Попо́в (род. 7 июля 1978, Нытва, Пермская область, РСФСР, СССР) — российский футболист, защитник, тренер. Мастер спорта России.

## Карьера

### Клубная
Родился в г. Нытве Пермской области. До 10 лет занимался хоккеем. Воспитанник СДЮШОР Перми (первый тренер — О. И. Ерёмин). После её окончания в 1995 году выступал за клуб «Звезда» (Пермь).

#### «Амкар»
В начале 1996 года вместе с Константином Парамоновым перешёл в другой пермский клуб — «Амкар». В первом сезоне проигрывал конкуренцию за место правого защитника Вячеславу Донию, но потом стал выступать в основном составе, отправив конкурента на противоположный фланг.
Первый гол за красно-чёрных Попов забил 12 мая 1998 года в ворота Энергии из Чайковского. Его точный удар завершил разгром гостей — 3:0.
После ухода из команды легенды пермского футбола Сергея Чебанова и недолго задержавшихся в ней ветеранов Владимира Геращенко и Максима Путилина с 2002 года начал играть на позиции последнего защитника, а годом позже, после перехода Обориным на игру в линию,— центрального защитника команды.
После ухода Сергея Оборина с поста главного тренера «Амкара» Алексей дал интервью, в котором рассказал, что отношения с бывшим наставником у него не складывались. Тем не менее, они поддерживали «рабочие отношения» во время работы Оборина в клубе на протяжении 10,5 лет
Перед сезоном 2007 года был выбран капитаном команды вместо редко игравшего в основном составе Константина Парамонова.
20 июня 2007 года установил рекорд «Амкара» по количеству матчей, сыгранных в лигах. В матче против московского Локомотива сыграл 337 матч за пермский клуб и побил предыдущее достижение Константина Парамонова.

#### «Рубин»
В августе 2008 года перешёл в казанский «Рубин» и стал чемпионом России того сезона. В октябре 2009 года в рамках группового турнира розыгрыша Лиги чемпионов принял участие в матче, в котором российская команда одержала победу над «Барселоной» на стадионе «Ноу Камп».

#### Возвращение в «Амкар»
19 февраля 2010 года по обоюдному согласию разорвал контракт с казанским клубом и вернулся в «Амкар». В Перми Алексей снова стал основным игроком, провёл в чемпионате 25 матчей.
Зимой, когда президент «Амкара» Валерий Чупраков объявил о наличии у команды долгов и добровольном переходе в Первый дивизион, Алексей активно работал с прессой, а также вместе с Константином Парамоновым в двадцатиградусный мороз выступал на митингах в поддержку клуба. Вскоре, Геннадий Шилов стал новым президентом клуба, нашёл спонсоров и отозвал заявление.
Перед сезоном 2011/12 был выбран вице-капитаном команды. После выигранного (1:0) домашнего матча 2-го тура чемпионата против московского «Локомотива» заявил, что ничего особенного в победе не было и «Амкар» не хуже «Локомотива».
Из-за травм сезон у Попова получился скомканным — из 44 туров он сыграл всего в 19, зато три раза выносил мяч «с ленточки» ворот — лучший показатель чемпионата.

### В сборной
В 2003—2004 годах вызывался в состав второй сборной России. Сыграл в матчах против второй сборной Германии и сборной Казахстана.
В 2010 году принял предложение Федерации футбола Казахстана выступать за сборную этой страны. Дебют пришёлся на отборочную игру Евро 2012 с Турцией.
| Матчи и голы Попова за сборную Казахстана | Матчи и голы Попова за сборную Казахстана | Матчи и голы Попова за сборную Казахстана | Матчи и голы Попова за сборную Казахстана | Матчи и голы Попова за сборную Казахстана | Матчи и голы Попова за сборную Казахстана | Матчи и голы Попова за сборную Казахстана |
| ----------------------------------------- | ----------------------------------------- | ----------------------------------------- | ----------------------------------------- | ----------------------------------------- | ----------------------------------------- | ----------------------------------------- |
| №                                         | Дата                                      | Соперник                                  | Счёт                                      | Голы Попова                               | Соревнование                              |                                           |
| 1                                         | 3 сентября 2010                           | Турция                                    | 0:3                                       | -                                         | Отборочные матчи ЧЕ-2012                  |                                           |
| 2                                         | 7 сентября 2010                           | Австрия                                   | 0:2                                       | -                                         | Отборочные матчи ЧЕ-2012                  |                                           |
| 3                                         | 8 октября 2010                            | Бельгия                                   | 0:2                                       | -                                         | Отборочные матчи ЧЕ-2012                  |                                           |
| 4                                         | 12 октября 2010                           | Германия                                  | 0:3                                       | -                                         | Отборочные матчи ЧЕ-2012                  |                                           |

Итого: 4 матча / 0 голов; 0 побед, 0 ничьих, 4 поражения.

### Послеигровая
Входил в инициативную группу по возрождению футбольного клуба «Звезда» (Пермь), в сезоне-2018/19 был в тренерском штабе команды.

## Достижения
«Амкар»
- Победитель первого дивизиона России: 2003
- Финалист Кубка России: 2007/08
- Третий Лучший футболист Пермского края: 2007.

«Рубин»
- Чемпион России: 2008, 2009
- В списках 33-х лучших футболистов чемпионата России: 2008 (№ 3)

## Статистика выступлений
| Клуб           | Сезон     | Лига | Лига | Кубки | Кубки | Еврокубки | Еврокубки | Итого | Итого |
| Клуб           | Сезон     | Игры | Голы | Игры  | Голы  | Игры      | Голы      | Игры  | Голы  |
| -------------- | --------- | ---- | ---- | ----- | ----- | --------- | --------- | ----- | ----- |
| Звезда (Пермь) | 1995      | 17   | 0    | 1     | 0     | 0         | 0         | 18    | 0     |
| Амкар          | 1996      | 12   | 0    | 2     | 0     | 0         | 0         | 14    | 0     |
| Амкар          | 1997      | 34   | 0    | 1     | 0     | 0         | 0         | 35    | 0     |
| Амкар          | 1998      | 31   | 1    | 5     | 1     | 0         | 0         | 36    | 2     |
| Амкар          | 1999      | 41   | 1    | 1     | 0     | 0         | 0         | 42    | 1     |
| Амкар          | 2000      | 32   | 1    | 4     | 0     | 0         | 0         | 36    | 1     |
| Амкар          | 2001      | 28   | 1    | 4     | 0     | 0         | 0         | 32    | 1     |
| Амкар          | 2002      | 34   | 3    | 1     | 0     | 0         | 0         | 35    | 3     |
| Амкар          | 2003      | 41   | 0    | 3     | 0     | 0         | 0         | 44    | 0     |
| Амкар          | 2004      | 27   | 0    | 6     | 0     | 0         | 0         | 33    | 0     |
| Амкар          | 2005      | 20   | 0    | 1     | 0     | 0         | 0         | 21    | 0     |
| Амкар          | 2006      | 24   | 0    | 1     | 0     | 0         | 0         | 25    | 0     |
| Амкар          | 2007      | 29   | 2    | 4     | 0     | 0         | 0         | 33    | 2     |
| Амкар          | 2008      | 18   | 0    | 1     | 0     | 0         | 0         | 19    | 0     |
| Рубин          | 2008      | 7    | 0    | 1     | 0     | 0         | 0         | 8     | 0     |
| Рубин          | 2009      | 10   | 0    | 0     | 0     | 2         | 0         | 12    | 0     |
| Рубин          | 2008-2009 | 17   | 0    | 1     | 0     | 2         | 0         | 20    | 0     |
| Амкар          | 2010      | 25   | 0    | 2     | 0     | 0         | 0         | 27    | 0     |
| Амкар          | 2011/12   | 19   | 0    | 0     | 0     | 0         | 0         | 19    | 0     |
| Амкар          | 2012/13   | 9    | 0    | 0     | 0     | 0         | 0         | 9     | 0     |
| Амкар          | 2013/14   | 0    | 0    | 0     | 0     | 0         | 0         | 0     | 0     |
| Амкар          | 1996-2013 | 424  | 9    | 36    | 1     | 0         | 0         | 460   | 10    |
| Итого          | 1995-2012 | 458  | 9    | 38    | 1     | 2         | 0         | 498   | 10    |